# Матея Межак
Матея Межак (нар. 5 березня 1985) — колишня хорватська тенісистка.
Найвищу одиночну позицію світового рейтингу — 208 місце досягла 4 липня 2005, парну — 135 місце — 2 жовтня 2006 року.
Здобула 1 одиночний та 6 парних титулів.

## Фінали ITF
| Турніри $50,000 |
| Турніри $25,000 |
| Турніри $10,000 |

### Одиночний розряд: 12 (6–6)
| Результат | Ранг | Дата     | Турнір                          | Покриття   | Суперниця            | Рахунок          |
| --------- | ---- | -------- | ------------------------------- | ---------- | -------------------- | ---------------- |
| Перемога  | 1    | Лют 2003 | ITF Тіптон, Велика Британія     | Тверде (i) | Галина Воскобоєва    | 4–6, 6–4, 6–4    |
| Поразка   | 1    | Кві 2003 | ITF Макарська, Хорватія         | Ґрунт      | Наталія Гарбельйотто | 6–7(5), 5–7      |
| Поразка   | 2    | Тра 2003 | ITF Казале-Монферрато, Італія   | Ґрунт      | Сільвія Дісдері      | 1–6, 6–1, 2–6    |
| Перемога  | 2    | Тра 2004 | ITF Казале-Монферрато, Італія   | Ґрунт      | Роміна Опранді       | 2–0 ret.         |
| Поразка   | 3    | Тра 2004 | ITF Задар, Хорватія             | Ґрунт      | Менді Мінелла        | 5–7, 7–5, 4–6    |
| Перемога  | 3    | Жов 2008 | ITF Казале-Монферрато, Італія   | Ґрунт      | Сільвія Дісдері      | 7–5, 2–6, 6–1    |
| Поразка   | 4    | Жов 2008 | ITF Дубровник, Хорватія         | Ґрунт      | Даріна Седенкова     | 6–4, 0–6, 4–6    |
| Поразка   | 5    | Сер 2009 | ITF Брауншвейг, Німеччина       | Ґрунт      | Коріна Перковіч      | 6–2, 3–6, 2–6    |
| Перемога  | 4    | Вер 2009 | ITF Добой, Боснія і Герцеговина | Ґрунт      | Тамара Чурович       | 4–6, 6–2, 6–4    |
| Перемога  | 5    | Жов 2009 | ITF Дубровник, Хорватія         | Ґрунт      | Река Луца Яні        | 0–6, 7–5, 7–6(4) |
| Поразка   | 6    | Лис 2009 | ITF Сандерленд, Велика Британія | Тверде (i) | Тімеа Бабош          | 6–7(2), 4–6      |
| Перемога  | 6    | Лис 2009 | ITF Джерсі, Велика Британія     | Тверде (i) | Тімеа Бабош          | 6–2, 6–3         |

### Парний розряд: 14 (6–8)
| Результат | Ранг | Дата              | Турнір                        | Покриття   | Partnering                | Суперниці                               | Рахунок          |
| --------- | ---- | ----------------- | ----------------------------- | ---------- | ------------------------- | --------------------------------------- | ---------------- |
| Поразка   | 1.   | 24 листопада 2002 | ITF Загреб, Хорватія          | Тверде (i) | Єлена Костанич-Тошич      | Мервана Югич-Салкич Кароліна Шпрем      | 2–6, 4–6         |
| Поразка   | 2.   | 27 липня 2003     | ITF Анкона, Італія            | Ґрунт      | Петра Диздар              | Марія Хосе Архері Джулія Меруцці        | 3–6, 3–6         |
| Поразка   | 3.   | 18 липня 2004     | ITF Монтероні, Італія         | Ґрунт      | Надя Павич                | Валентіна Сульпіціо Сандра Заглавова    | 5–7, 6–4, 6–7(5) |
| Перемога  | 4.   | 16 жовтня 2005    | ITF Жуе-ле-Тур, Франція       | Тверде (i) | Єлена Костанич-Тошич      | Жофія Губачі Дар'я Кустова              | 6–4, 6–4         |
| Перемога  | 5.   | 2 лютого 2006     | ITF Джерсі, Велика Британія   | Тверде (i) | Андреа Сестіні Главачкова | Кеті О'Браєн Мелані Саут                | 6–3, 6–1         |
| Перемога  | 6.   | 1 квітня 2006     | ITF Поса-Ріка, Мексика        | Тверде     | Рената Ворачова           | Жофія Губачі Кіра Надь                  | 6–2, 1–0 ret.    |
| Перемога  | 7.   | 15 квітня 2006    | ITF Сан-Луїс-Потосі, Мексика  | Ґрунт      | Жофія Губачі              | Жоана Кортез Марія Хосе Мартінес Санчес | 4–6, 6–4, 6–4    |
| Поразка   | 8.   | 7 травня 2006     | ITF Анталія, Туреччина        | Ґрунт      | Іпек Шенолу               | Ципі Обцилер Роміна Опранді             | 6–4, 4–6, 0–6    |
| Поразка   | 9.   | 26 травня 2006    | ITF Ла-Пальма, Іспанія        | Тверде     | Надя Павич                | Петра Квітова Кароліна Косіньська       | 6–4, 3–6, 4–6    |
| Перемога  | 10.  | 22 липня 2006     | ITF Рим, Італія               | Ґрунт      | Ніка Ожегович             | Дарія Юрак Кіра Надь                    | 6–2, 6–3         |
| Поразка   | 11.  | 29 липня 2006     | ITF Монтероні-д'Арбія, Італія | Ґрунт      | Ніка Ожегович             | Валентіна Сассі Орелі Веді              | 7–5, 4–6, 0–6    |
| Перемога  | 12.  | 16 вересня 2006   | ITF Софія, Болгарія           | Ґрунт      | Ніка Ожегович             | Даниця Крстаїч Маша Зец-Пешкірич        | 6–4, 6–3         |
| Поразка   | 13.  | 18 лютого 2013    | ITF Кройцлінген, Швейцарія    | Килим (i)  | Сільвія Нджирич           | Тімеа Бачинскі Ксенія Кнолль            | 3–6, 2–6         |
| Поразка   | 14.  | 12 травня 2013    | ITF Афіни, Греція             | Тверде     | Сільвія Нджирич           | Ерін Кларк Франсеска Стівенсон          | 7–5, 3–6, [8–10] |